# Víctor Hugo Figueroa
Víctor Hugo Figueroa Rebolledo (Los Ángeles, 27 de marzo de 1973) es un profesor, tecnólogo marino y político chileno que antiguamente se desempeñaba como alcalde de la comuna de Penco.
Ganó la elección municipal de 2012 tras obtener el 42,6% de las preferencias (9.323 votos), venciendo al alcalde en ejercicio, Guillermo Cáceres Collao (UDI). Fue reelecto para un segundo período en las elecciones municipales de 2016, con el 58,68% de la votación (11 698 votos) y en las elecciones de mayo de 2021 fue reelecto para un tercer y último periodo con el 70,58% de la votación (13 422 votos).

## Familia
Víctor Hugo Figueroa Rebolledo, soltero, nació en Los Ángeles, y es el cuarto de seis hermanos. Sus estudios básicos los realizó en la Escuela Municipal N°1 de Los Ángeles, y posteriormente, continuó la enseñanza media en el Liceo de Hombres A-59 de la misma ciudad.

## Carrera política
El año 1988, a los 15 años, ingresa al Partido Demócrata Cristiano en el contexto de la campaña del Plesbiscito del SI y el NO, que terminó con la dictadura militar de Augusto Pinochet.
En 1990 ingresa a la Pontificia Universidad Católica sede Talcahuano a estudiar Tecnología Marina. Durante sus estudios, se postula como Presidente de la Federación de Estudiantes de dicha casa de Estudios (FEUC-SC), siendo electo varias veces entre los años 1993 y 1995.
En el año 1998, durante el gobierno del Predidente Eduardo Frei Ruiz-Tagle es llamado por el Intendente de la la Región del Bio Bio, Martín Zilic para asumir la Dirección Regional del Instituto Nacional de la Juventud, cargo que desempeña hasta el mes de mayo de 2006.
Durante su carrera de servicio público, Figueroa ha realizado diversos cursos y/o exposiciones en temas de gestión pública y gestión municipal en diversas ciudades, como Rosario (Argentina), Lima (Perú), Tel Aviv (Israel), Jerusalén (Israel), Taxco (México) y Barcelona (España).

## Penco
En el año 2008, Figueroa se traslada a vivir desde Concepción a la comuna de Penco. Posteriormente es electo concejal en la elección municipal del mismo año con 1.307 votos (5,89%).
Los años 2011 y 2012 publica dos de sus trabajos de investigación histórica local relacionados con la Historia de Penco: "Crónicas de Penco" y "El Libro de Oro de la Historia de Penco".
En octubre de 2011, Figueroa gana las elecciones primarias de la Concertación de Partidos por la Democracia para postular, representando a dicho bloque político, al cargo de alcalde de Penco. Estas elecciones fueron las primeras de su tipo para definir candidatos a cargos de elección popular en el país.
Un año después, en las elecciones municipales del 28 de octubre de 2012, resultó elegido alcalde con el 42,6% de las preferencias (9.323 votos), para servir durante el período 2012-2016.
El año 2016, Figueroa se presenta a la reelección en las Elecciones Municipales 2016, que se realizaron el 23 de octubre del mismo año, resultó vencedor con 11.698 sufragios, que representa un 58,68%, más votos que cualquier otro alcalde electo en la historia de la comuna.
En las Elecciones Municipales de 2021, realizadas los días 15 y 16 de mayo, Figueroa se presentó a su tercera y última elección para el cargo de alcalde de Penco, de acuerdo a la ley 21.238, que limita las reelecciones de autoridades en Chile). Figueroa resultó reelecto con el 70,58% de los votos (13,422), imponiéndose al candidato de Chile Vamos, Héctor Peñailillo Nuñez (5,596 votos - 29,42%) y rompiendo el record de votos obtenidos por un alcalde electo en la historia de la comuna, impuesto por él en la elección anterior (2016).